# Acraea ukerewensis
Acraea ukerewensis är en fjärilsart som beskrevs av Le Doux 1923. Acraea ukerewensis ingår i släktet Acraea och familjen praktfjärilar. Inga underarter finns listade i Catalogue of Life.